# Trebitz
Trebitz è una frazione (Ortschaft) della città tedesca di Bad Schmiedeberg.

## Geografia antropica
La frazione di Trebitz comprende i centri abitati (Ortsteil) di Trebitz, Kleinzerbst, Bösewig e Österitz.

## Amministrazione
La frazione è amministrata da un "consiglio locale" (Ortschaftsrat).